# John Oldham

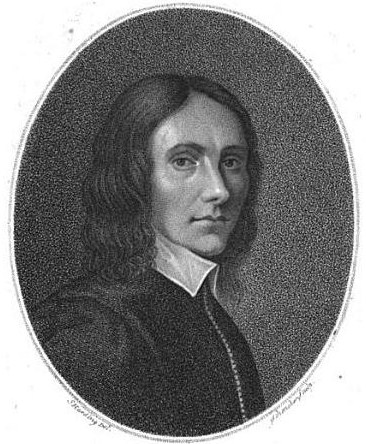
John Oldham

John Oldham (Shipton Moyne (Gloucestershire), 9 augustus 1653 - Holm Pierrepont bij Nottingham, 9 december 1683) was een Engels satirisch dichter en vertaler.
Oldham werd geboren als zoon van een dominee. Hij bezocht het gymnasium Tetbury Grammar School en  behaalde zijn B.A. aan de Universiteit van Oxford in 1674. Vervolgens verdiende hij de kost als leraar.
Oldham imiteerde onder meer de klassieke satires van Juvenalis. Tot zijn bekendste werken behoren A Satyr upon a Woman, who by her Falsehood and Scorn was the Death of My Friend (1678), A Satyr against Vertue (1679), Satyrs upon the Jesuists (1681) en de ode Upon the Works of Ben Jonson. Zijn vertalingen van Juvenalis verschenen na zijn dood.
Oldham was in zijn tijd een gevierd dichter, die de bewondering wekte van zijn tijdgenoten, onder wie John Dryden. Hij werd beschouwd als een veelbelovend dichter en zijn vroegtijdige dood werd gezien als een groot verlies, getuige onder meer de elegie van Dryden, To the Memory of Mr. Oldham. 
John Oldham overleed op 30-jarige leeftijd aan pokken.